# Epalpus rufiventris
Epalpus rufiventris är en tvåvingeart som först beskrevs av Macquart 1843.  Epalpus rufiventris ingår i släktet Epalpus och familjen parasitflugor.
Artens utbredningsområde är Colombia. Inga underarter finns listade i Catalogue of Life.